# Massangano
Massangano est une ville d'Angola, province de Kwanza-Nord, municipe de Cambambe, fondée au XVIe siècle.

## Histoire
Massangano abrite le Fort Nossa Senhora da Vitória. Cette forteresse a été construite en 1582-1583, après la défaite militaire à la bataille de Massangano, remportée en 1580 par les forces portugaises de Paulo Dias de Novais, contre celles du Royaume de Ndongo, de langue kimbundu, lié au Royaume du Kongo du roi Alvare Ier du Kongo.
Sur le rivage du fleuve Kwanza, qui borde Massangano, se tenait un marché aux esclaves pour le commerce triangulaire. 
Au cours de son mandat, le président de la République João Lourenço a demandé à son gouvernement que la route qui mène à Massangano soit remise en état, celle-ci étant poussiéreuse et impraticable lors de fortes précipitations. Il souhaite la réhabilitation de la ville et des ses sites historiques pour encourager le tourisme mémoriel lié à la traite de l'esclavage.